# Alluvione della Valtellina del 1987
L'alluvione della Valtellina è  composta da una serie di disastri e di tragedie naturali che si succedettero tra il 18 e il 28 luglio del 1987 in Valtellina nella provincia di Sondrio. I comuni protagonisti furono quelli di Valdisotto e Tartano, che furono interessati da un violento nubifragio che causò tragiche inondazioni, frane e colate di fango che provocarono 53 morti, migliaia di sfollati e danni per circa 4 000 miliardi di lire (ovvero circa 5.5 miliardi di euro al 2025).
In quei giorni, altre zone fuori dalla Valtellina vennero devastate dall'ondata di maltempo: il 18 luglio la Val Brembana fu colpita da una disastrosa alluvione che causò cinque vittime; in Svizzera lo straripamento del Poschiavino e del Val da Li Acqui coinvolse ampie zone e comuni per tutta la Val Poschiavo fino a Tirano, investendo i comuni come Poschiavo e Brusio a seguito della frana staccatosi dal Piz Varuna mentre il Lario, a seguito delle piene dei fiumi e dell'Adda, esondò a Como e a Lecco.

## Cronologia
A metà luglio 1987 dalle latitudini artiche una grande massa d'aria fredda scese verso l'arco alpino, sul quale si trovava una massa d'aria molto calda e umida. La pressione si abbassò bruscamente, ma le temperature rimasero elevate (lo zero termico fu registrato a 4 000 metri). Dopo un periodo di forti piogge, che interessarono tanto il fondovalle come i ghiacciai più alti, il 18 luglio alle 17:30 nel paese di Tartano un'enorme massa d'acqua e fango si abbatté sul condominio La Quiete tranciandolo a metà.
L'evento interessò anche la strada sottostante e l'albergo Gran Baita, dove persero la vita 21 persone di cui 11 turisti. Lo stesso giorno, il fiume Adda ruppe l'argine settentrionale poco a ovest di San Pietro di Berbenno, allagandolo e coinvolgendo anche Ardenno, Fusine, Selvetta e Cedrasco. Il fatto causò l'interruzione dei collegamenti stradali e ferroviari con la parte orientale della Provincia di Sondrio, molte persone vennero sfollate dalle loro case.

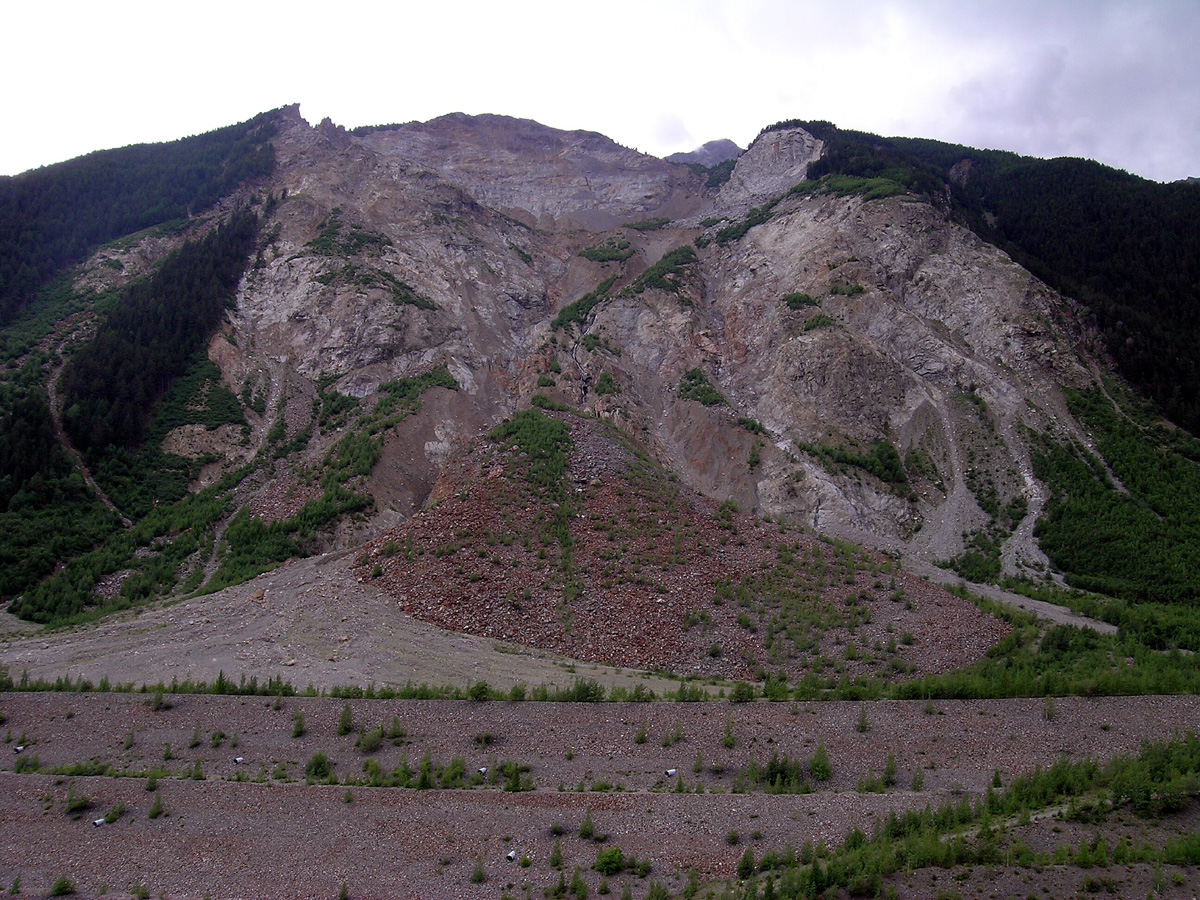
La frana staccatasi il 28 luglio dal Pizzo Coppetto

Trasporto delle condotte per lo svuotamento del lago causato dalla frana

Nel capoluogo di Sondrio, il torrente Mallero fu sul punto di straripare, così come il torrente Bitto a Morbegno, mentre il fiume Adda straripò allagando tutto il fondo valle nella zona industriale tra i comuni di Talamona e Morbegno. Fu evacuato l'abitato di Torre di Santa Maria, dove il torrente Torreggio travolse parecchie abitazioni, e all'imbocco dell'Alta Valtellina i paesi di Chiuro e Sondalo. Anche i collegamenti con la Svizzera furono interrotti: la dogana di Piattamala era difatti completamente inagibile. Lunedì 20 luglio la Strada statale 38 dello Stelvio e la linea ferroviaria risultarono ancora interrotte, poiché le acque del lago creato dallo straripamento dell'Adda ad Ardenno defluivano lentamente; la Valtellina, sebbene ancora isolata, non era più soggetta al pericolo.

### La frana della Val Pola
Tra il 18 e il 28 luglio l'emergenza si era spostata dalla bassa all'Alta Valtellina. A monte della strozzatura del ponte del Diavolo, fra le Prese, a sud, e Cepina, a nord, il versante montuoso diede alcuni segnali di cedimento: sull'alto versante montuoso della Val Pola, che si stende ai piedi del monte Zandila, si notarono delle fenditure. La maggiore era lunga circa 100 metri e larga una ventina. Il segnale era allarmante e, dopo un sopralluogo dei geologi, la zona venne dichiarata pericolosa e chiusa.
Alle 7:18 del 28 luglio una frana si staccò dal monte Zandila (nota anche, ma impropriamente, come frana del Pizzo Coppetto, una montagna di 3 066 m d'altezza). Quaranta milioni di metri cubi di materiale precipitano a valle travolgendo e distruggendo completamente gli abitati di Sant'Antonio Morignone e Aquilone (frazioni di Valdisotto). Fortunatamente i paesi erano stati evacuati precedentemente e ciò salvò la maggior parte della popolazione; venne invece travolta dalla frana una squadra di sette operai che era giunta in paese per svolgere i lavori di ripristino della strada statale 38 e alcuni abitanti della frazione di Aquilone, non evacuati perché ritenuti erroneamente fuori pericolo. Nessuno aveva previsto lo spostamento d'acqua dovuto alla frana che risalì per alcune centinaia di metri la sponda opposta della montagna e costò la vita a 35 persone.

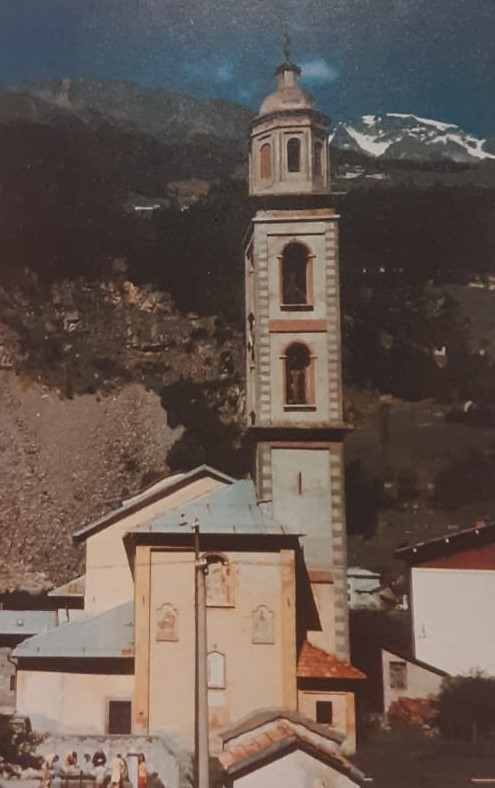
La chiesa di Sant'Antonio Morignone prima di essere spazzata via dalla frana della Val Pola

### Eventi successivi
L'emergenza per l'Alta Valtellina non finì a questo punto, in quanto i detriti dell'enorme movimento franoso crearono uno sbarramento alto 50 metri e bloccarono il normale flusso del fiume Adda verso Tirano a sud. Si creò così un bacino naturale che incombeva su tutta la valle sottostante. Il livello delle acque del lago salì mediamente di 2 cm all'ora; si ebbero 60 giorni di tempo per trovare una soluzione che evitasse la tracimazione o persino il crollo dell'argine.
Durante il mese di agosto gli esperti misero sotto controllo il lago drenando parte dell'acqua che si accumulava nell'invaso tramite gallerie di by-pass. Tuttavia a fine agosto le piogge ripresero con forte intensità, il livello delle acque del lago crebbe di 20 cm l'ora e la situazione divenne nuovamente grave. Si rese urgente un intervento sul corpo della frana per creare un nuovo alveo per il deflusso del fiume Adda e la tracimazione controllata del bacino. Vi furono aspre controversie tra chi giudicava la tracimazione controllata l'unica soluzione e chi paventava i possibili rischi di un ulteriore e peggiore disastro se il fronte della frana avesse ceduto. In questo frangente il ministro Remo Gaspari risolse la questione autorizzando, sotto la propria personale responsabilità politica, la tracimazione controllata delle acque del fiume Adda.
Alle 22 di sabato 29 agosto i geologi Maione, Presbitero e l'ingegnere geotecnico Pietro Lunardi (futuro ministro di uno dei governi Berlusconi) presero una decisione drastica: l'evacuazione di tutti i centri abitati nei pressi del corso dell'Adda, da Sondalo a Sondrio, prima di procedere alla tracimazione preventiva. Il giorno seguente, domenica 30 agosto, si preparò il nuovo alveo, scavando una breccia sul fronte della frana e si cominciò far defluire a valle l'acqua accumulata, al ritmo di 40 metri cubi al secondo. In seguito gli evacuati rientrarono nelle proprie case e nei giorni successivi il lago venne totalmente svuotato, mentre l'Adda si adattò al nuovo corso. Contemporaneamente a questi avvenimenti, la Regione Lombardia decise di agire anche sul piano del monitoraggio installando un sistema di 14 stazioni in grado di mantenere costantemente controllata l'evoluzione della situazione. Dopo quasi due mesi l'emergenza si concluse.

## Critiche e danni
Vi furono critiche su come l'emergenza fu affrontata dal nuovo governo di Giovanni Goria.
Le critiche si appuntarono in particolare sul nuovo ministro della Protezione civile Remo Gaspari nominato il 28 luglio, in piena crisi valtellinese, in sostituzione di Zamberletti, titolare del ministero per alcuni governi e con lunga esperienza di gestione di catastrofi nazionali; Gaspari, come del resto la maggior parte dei ministri, essendo un politico, non poteva avere una competenza specifica nel campo della protezione civile e si era ritrovato a quel ministero in seguito alla distribuzione di incarichi bilanciata fra le correnti politiche del nuovo governo. Comunque, l'esecutivo sospese le tasse in Valtellina ed esonerò dal servizio militare tutti i giovani valtellinesi.
Il 2 maggio 1990 il Parlamento Italiano emanò la legge n. 102/1990 (più nota come Legge Valtellina) in cui si deliberava di destinare una somma di 2 400 miliardi di lire nel sessennio 1989-1994 per il riassetto e il monitoraggio idro-geologico, la ricostruzione e lo sviluppo dei comuni della provincia di Sondrio e della adiacenti zone delle province di Bergamo, Como e Brescia.